# Quartier de la Croix de Pierre
Pour les articles homonymes, voir Croix de Pierre (homonymie).
La Croix-de-Pierre, Crotz de Pèira en òc, est un ensemble de quartiers de Toulouse situé dans le sud de Toulouse, près de la Garonne et au sud du quartier Saint-Cyprien. Il correspond au quartier no 11. Il regroupe les quartiers historiques de la Croix de Pierre, des Oustalous et de Sainte-Cécile.

## Toponymie

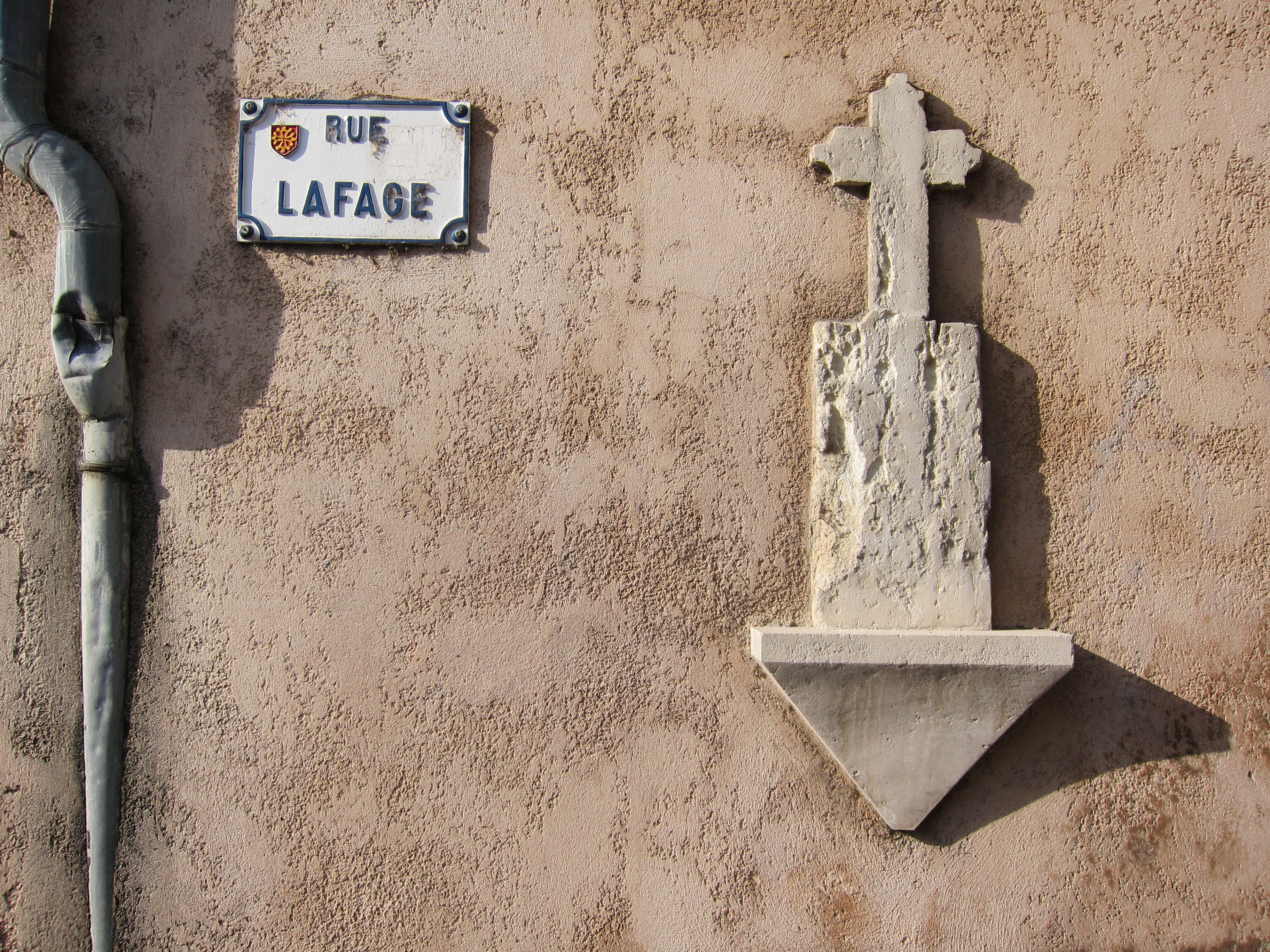
La croix de pierre de la rue Lafage

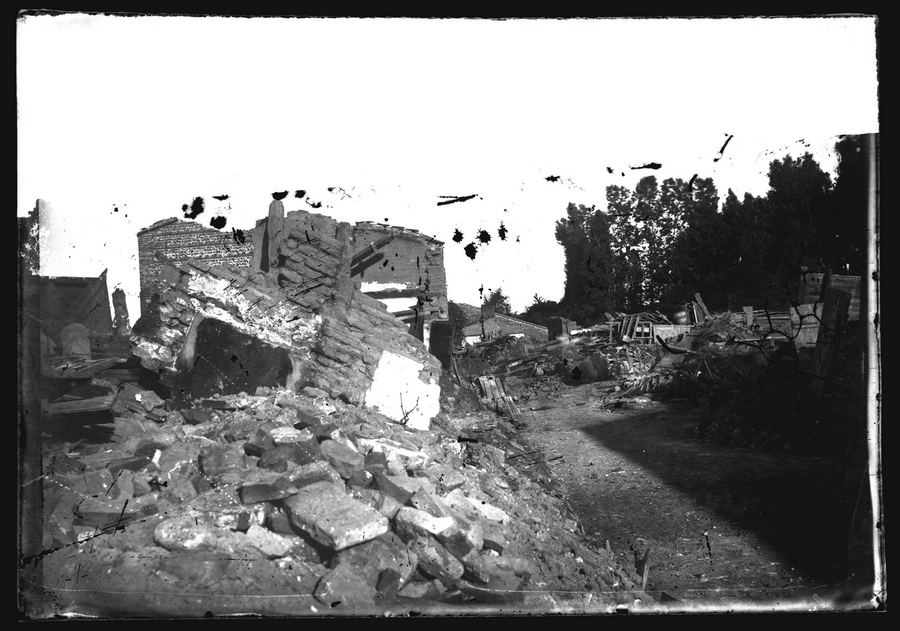
Ruines au niveau de l'Avenue de Muret lors de la crue du XIXe siècle

Le quartier doit son nom à une croix en pierre située au carrefour de l'avenue de Muret et du boulevard Déodat-de-Séverac. Elle fut détruite par la crue de 1875. Une nouvelle croix a été réalisée par la suite, encastrée dans le mur d'une maison à l'angle de la rue Lafage.

## Histoire

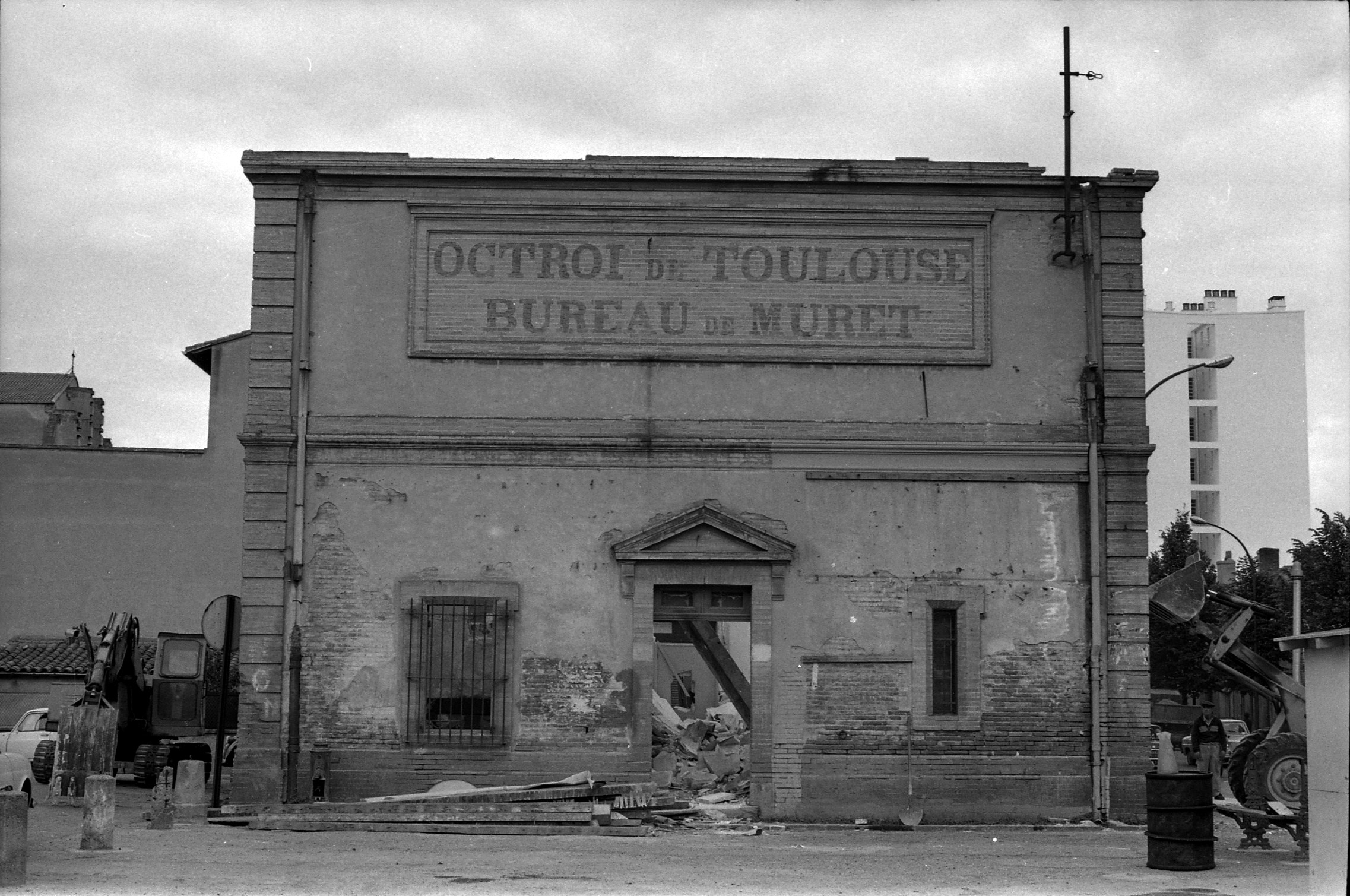
Démolition du bureau d'octroi en 1967.

Le quartier est situé au sud du centre historique de Toulouse, sur la route de Lugdunum Convenarum, lieu routier majeur mentionné sur les itinéraires antiques d’époque romaine, comme l'Itinéraire d'Antonin qui le place sur la route de Narbonne à Dax (Aquae Tarbellicae) par Toulouse.
Dès les années 1500, l'existence de plusieurs croix de pierre, parfois remplacées par des croix métalliques ou dorées, est établie. Un quartier croix-de-pierre existait déjà, où devait s'élever l'église de Croix Daurade  ; il s'agissait possiblement alors de Quartier Croix-Daurade ou bien de la basilique de la Daurade.
Une carte de Cassini du XVIIIe siècle montre, dans le prolongement de l'avenue de Muret et de l'actuelle route d'Espagne, l'existence de route rectiligne reliant Muret, Noé, Martes
 menant en terres de Comminges où se trouve notamment la Cathédrale Notre-Dame de Saint-Bertrand-de-Comminges qui prit de l'importance dès les XIe et XIIe siècles. Cela laisse supposer qu'en l'empruntant, Clément V et des pèlerins ont dû passer par la Croix de Pierre.
Lors de la crue de 1875, l'avenue de Muret et la Croix de Pierre ont vu 95 et 88 maisons écroulées sur un total de 1002 pour le faubourg Saint-Cyprien. L'actuel boulevard Déodat-de-Séverac constituait alors la limite de l'Octroi, c'est-à-dire la frontière de la ville.
En 1901, cette section de la commune de Toulouse compte déjà environ 1000 habitants . Mais le boulevard Déodat-de-Séverac n'arrive pas encore à la Garonne .
Lors de la catastrophe de l'usine AZF de Toulouse en septembre 2001, le quartier est rudement touché par l'explosion. Un rond-point du quartier a été dédié à la mémoire de cet événement. Depuis la catastrophe, le quartier connaît une réhabilitation importante et une partie du quartier a été placée en zone franche pour attirer de nouvelles entreprises.

## Emplacement du quartier

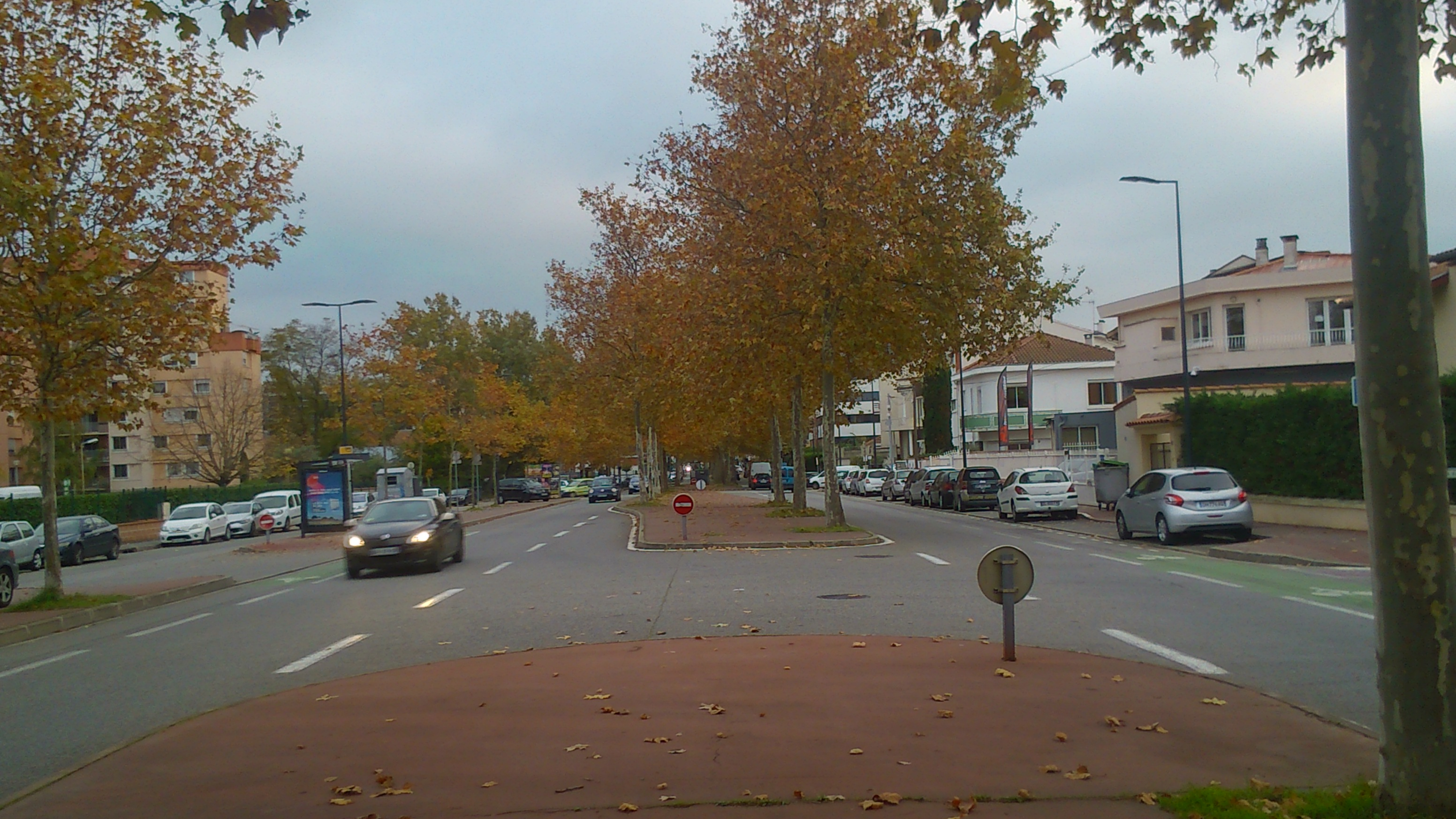
La route d'Espagne.

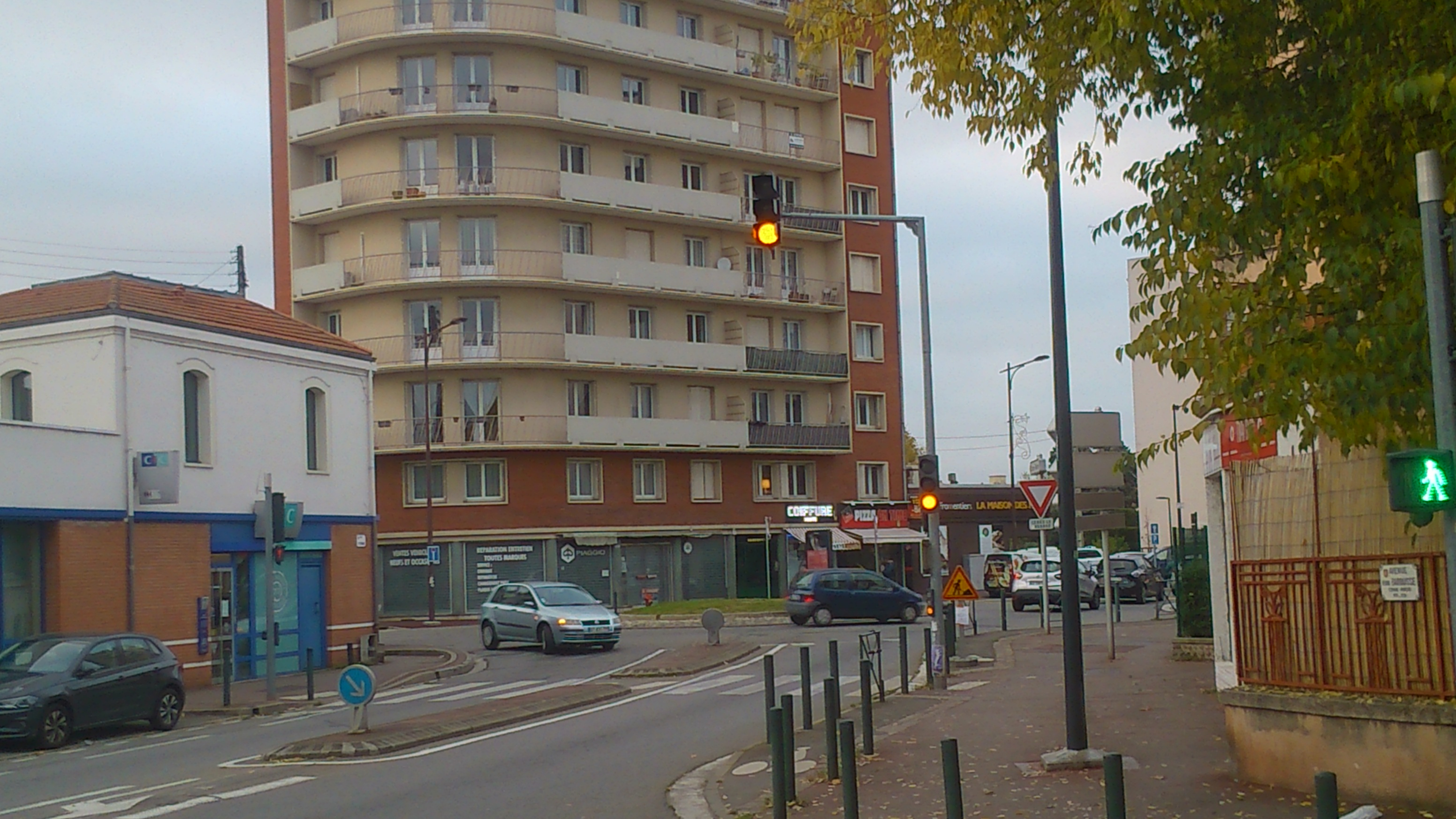
La Barrière de Muret, au centre du quartier et croisement des 3 principaux axes.

Le quartier est le n°11. Il est entouré par ceux de Langlade au sud, Papus au sud-ouest, la Faourette à l'ouest, Fontaine Lestang et les Arènes au nord-ouest, le Fer à Cheval au nord et l'Île du Ramier à l'est, de l'autre côté de la Garonne.

## Géographie
Les limites du quartier sont marquées par le boulevard Déodat-de-Séverac au nord, la ligne ferroviaire de Saint-Agne à Auch à l'ouest et au sud et la Garonne à l'est.
Autrefois, la partie terminale du Canal de Saint-Martory, avant qu'il ne se jette dans la Garonne, suivait la route de Saint-Simon entre la Cépière et la place Émile-Male, puis le chemin de ronde du quartier Saint-Cyprien (maintenant boulevard Déodat-de-Séverac). Cette eau permettait d'irriguer les parcelles maraîchères, nombreuses dans le quartier jusqu'au XXe siècle. Dans les années 1970, la construction du boulevard qui est devenu le périphérique toulousain, à la Cépière, a entrainé la disparition de cette branche du canal. On en trouve encore des traces sur le cadastre (par exemple, la feuille 844 AE 01, consultée le 27 juillet 2018), alors qu'on n'en voit plus de trace physique sur le terrain.
En 2018 le quartier a perdu, en territoire sud, la zone d'activité de l'Oncopole située sur l'ancienne implantation de l'usine AZF détruite par une explosion en 2001.

## Découpage administratif
Le quartier de Croix-de-pierre se situe dans la Neuvième circonscription de la Haute-Garonne et le canton de Toulouse-11.

## Aménagement urbain

### Habitat
Ce quartier essentiellement résidentiel possède un habitat extrêmement hétérogène, constitué de maisons toulousaines et de maisons individuelles, de petits immeubles et de barres immobilières.
Le quartier est en évolution constante. Les maisons laissées vacantes au décès des anciens sont achetées, soit par une population plus jeune à la recherche de logements individuels à rénover, soit par des promoteurs immobiliers qui les achètent pour les remplacer par de petits immeubles qui tendent à altérer l'esthétique et la convivialité du quartier. Le comité de quartier veille à vérifier le respect des permis de construire et les engagements pris lors des consultations citoyennes.
Plusieurs commerçants exercent leur métier, de génération en génération quand la vocation commerciale n'est pas sujette à inconvénients d'habitat moderne.
Le quartier se situe sous l'axe de vol des avions pour les décollages et les atterrissages à partir de l'aéroport de Toulouse-Blagnac. Le comité de quartier s'assure que les compagnies aériennes et les autorités de gestion et régulation de l'aéroport respectent bien toutes les règlementations en vigueur.
Une "avant-garde" d'habitants a délaissé la voiture individuelle au profit des transports en commun, du vélo et de la marche à pied. Certains couples n'ont plus qu'une seule voiture, utilisant les possibilités offertes par l'auto-partage : deux places de stationnement pour voitures d'auto-partage (dont une Citiz) sont installées derrière le monument aux morts du rond-point de la Croix-de-pierre.

### Éducation
Forment le réseau éducatif local : 

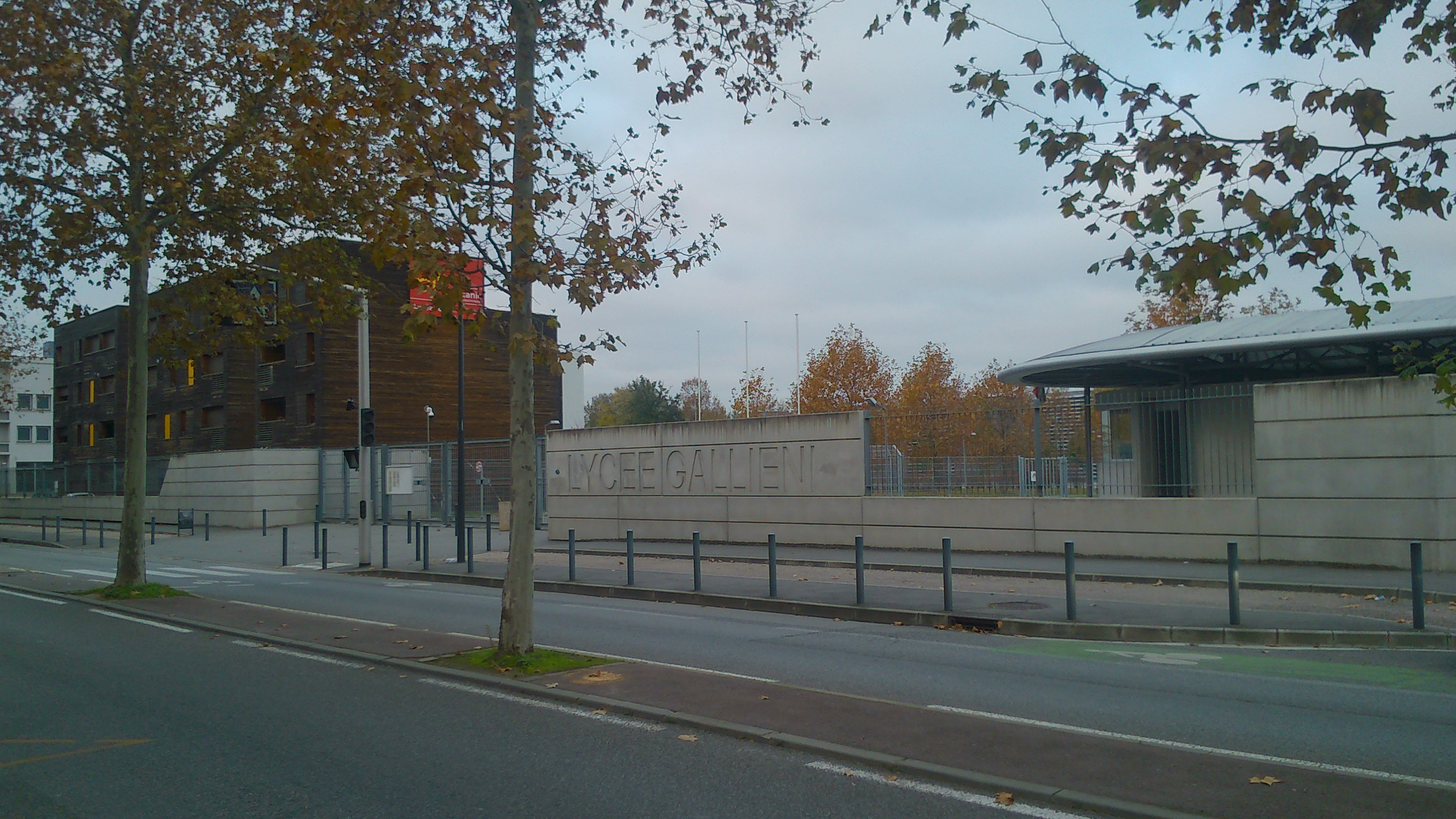
Le lycée professionnel Joseph-Gallieni.

- écoles maternelles et élémentaires Bénézet, 37 rue Bénézet ;
- écoles maternelles et élémentaires Les Oustalous, 65 route d'Espagne ;
- écoles maternelles et élémentaires Maurice-Bécanne, 3 impasse Boutinon et 85 avenue de Muret[N 1] ;
- collège Maurice-Bécanne, 14 rue Pierre-Bourthoumieux ;
- lycée général et technologique Déodat-de-Séverac, 26 boulevard Déodat-de-Sévérac ;
- lycée professionnel Joseph-Gallieni, 79 route d'Espagne ;
- centre de réinsertion sociale et professionnelle d'adultes handicapés (CRIC Toulouse)[9],[10].

## Voies de communications et transports

### Circuler à bicyclette
Les stations  de VélôToulouse : 
- n° 104 sur le trottoir du restaurant et de la salle de spectacle Le Bijou, avenue de Muret,
- n° 129 et 142, sur le boulevard Déodat-de-Séverac,
- n° 190 et 241, sur la route d'Espagne,
- n° 274, sur la route de Seysses.

La digue de la Garonne (de la prairie des Filtres jusqu'à Portet-sur-Garonne), le boulevard Déodat-de-Séverac, une partie de la route d'Espagne (en contre voie) et la piste cyclable le long de la ligne SNCF de Toulouse à Auch offrent des voies sécurisées de circulation cycliste. Ailleurs, des problèmes de coexistence des différents modes de circulation et de transport se posent
Certains espaces de l'île du Ramier (ancienne poudrerie) sont susceptibles de permettre une circulation paisible à bicyclette avec des enfants.

### Transports en commun

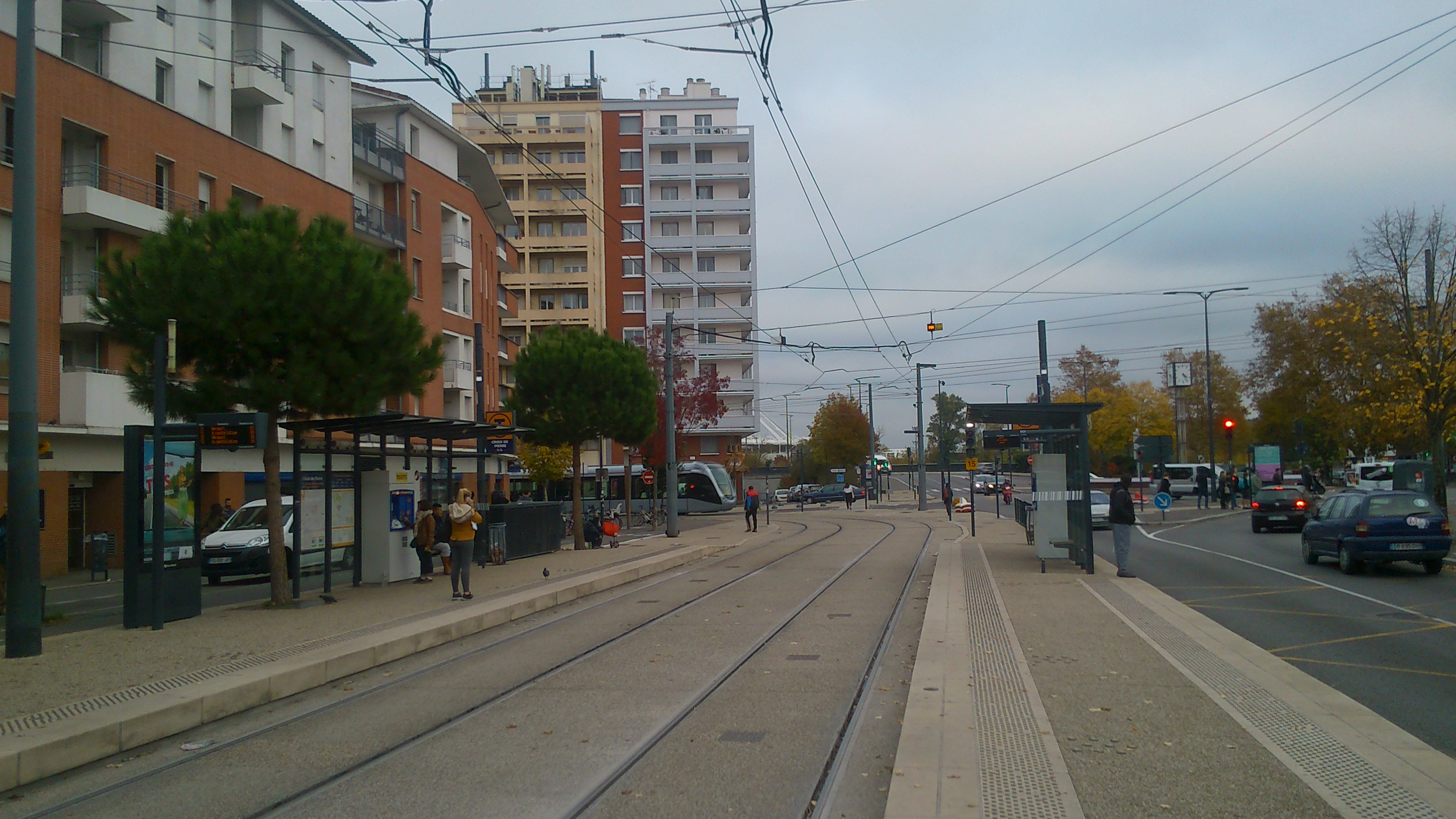
La station Croix de Pierre du tramway.

Le quartier est bien desservi par le réseau de transports publics de la ville
- Halte de Gallieni-Cancéropôle
  - TER Occitanie
  - L4

- Déodat-de-Séverac :
  - 34

- Croix-de-Pierre :
  - L4L534152

### Axes routiers
Les principales artères du quartier sont :
- Le boulevard Déodat-de-Séverac
- L'avenue de Muret
- La route de Seysses
- La route d'Espagne.

Le quartier est également accessible par :
- L'autoroute A620 (rocade ouest) : Accès n°25

## Vie du quartier
Lorsqu'ils s'installent, les nouveaux arrivants apprécient l'esprit de la vie de village entretenu par les habitants car il y a de nombreux artisans et commerçants indépendants, une annexe de la mairie, un bureau des postes, et le marché de plein vent abrité sous les grands platanes du Rond-point de Croix-de-Pierre. 
Un bibliobus vient sur la place du marché tous les vendredis matin. 
La proximité de la Garonne et de l'île du Ramier offre des promenades bucoliques le long du fleuve. L'accès tant au centre-ville qu'à la rocade est aisé. 
Le quartier est animé par ses diverses associations, culturelles et sportives, la plupart logées dans la maison des associations sise au 2 rue Lafage. Les habitants regroupés dans le comité de quartier de la Croix de Pierre sont très actifs et contribuent au développement de leur environnement et à la diminution des nuisances modernes. L'un des soucis majeurs des habitants du quartier, traumatisés par le souvenir de l'explosion de l'usine AZF, est le déménagement de l'usine SEVESO SH ArianeGroup (ex. SNPE), classée en Seuil haut lors de l'inspection du 19 juin 2018, et située sur l'ile, au sud, la plus en amont.
Les habitants suivent de près le réaménagement de l'île du Ramier qui est à l'étude. 
Il est prévu la construction d'une maison de quartier lors du réaménagement du site industriel EdF/GdF désaffecté.
La digue, qui protège le quartier des crues de la Garonne, est un lieu de promenade et d'activités sportives. Elle est équipée d'escaliers et de rampes d'accès pour personnes à mobilité réduite. 
Le théâtre de la digue est en cours de réhabilitation.
Le Bijou est à la fois un bar-restaurant et une salle de spectacles indépendante.

## Personnages natifs du quartier ou y ayant œuvré
- Pierre Bourthoumieux